# Samba (dans)
 For alternative betydninger, se Samba. (Se også artikler, som begynder med Samba)
Samba er en brasiliansk dans.Sambaen forbinder man uvilkårligt med Brasilien og karneval i 
Rio de Janeiro. Den originale samba er en blanding af mange 
slags danse og dansetrin. 
Samba er en betegnelse for flere typer af danse f.eks:
- Sambaskolernes dans: samba batucada,
- Pardans: Samba de Gafieira,
- En rundkreds med et par i midten: Samba no pé

Samba-reggae fra det nordøstlige Brasilen hører ikke til i gruppen af sambadans på trods af navnet, fordi grundtakten er en anden end sambaens.